# Фехтование на летних Олимпийских играх 1952
Соревнования по фехтованию на летних Олимпийских играх 1952 года проводились среди мужчин и женщин. Мужчины соревновались на шпагах, рапирах и саблях (в личном и командном первенстве), женщины — только на рапирах в личном первенстве.

## Общий медальный зачёт
| Место | Страна    | Золото | Серебро | Бронза | Всего |
| ----- | --------- | ------ | ------- | ------ | ----- |
| 1     | Италия    | 3      | 4       | 1      | 8     |
| 2     | Венгрия   | 2      | 2       | 2      | 6     |
| 3     | Франция   | 2      | 0       | 1      | 3     |
| 4     | Швеция    | 0      | 1       | 0      | 1     |
| 5     | Швейцария | 0      | 0       | 2      | 2     |
| 6     | Дания     | 0      | 0       | 1      | 1     |

## Медалисты

### Мужчины
| Дисциплина                  | Золото | Серебро | Бронза                                                                                                  |
| --------------------------- | --- | --- | --- |
| Шпага Личное первенство     | Эдоардо Манджаротти Италия                                                                                                 | Дарио Манджаротти Италия                                                                                                 | Освальд Цапелли Швейцария                                                                               |
| Шпага Командное первенство  | Италия · Роберто Батталья · Карло Павези · Франко Бертинетти · Джузеппе Дельфино · Дарио Манджаротти · Эдоардо Манджаротти | Швеция · Пер Карлесон · Карл Форсселль · Бенгт Юнгквист · Берндт-Отто Ребиндер · Свен Фальман · Леннарт Магнуссон        | Швейцария · Отто Рюфенахт · Пауль Майстер · Освальд Цапелли · Пауль Барт · Вилли Фиттинг · Марио Валота |
| Рапира Личное первенство    | Кристиан д’Ориола Франция                                                                                                  | Эдоардо Манджаротти Италия                                                                                               | Манлио Ди Роза Италия                                                                                   |
| Рапира Командное первенство | Франция · Кристиан д’Ориола · Жак Латаст · Жеан де Бюан · Клод Неттер · Жак Ноэль · Адриен Роммель                         | Италия · Джанкарло Бергамини · Антонио Спаллино · Манлио Ди Роза · Джорджо Пеллини · Эдоардо Манджаротти · Ренцо Ностини | Венгрия · Тибор Берцей · Аладар Геревич · Лайош Маслаи · Эндре Палоц · Йожеф Шакович · Эндре Тилли      |
| Сабля Личное первенство     | Пал Ковач Венгрия | Аладар Геревич Венгрия                                                                                                   | Тибор Берцей Венгрия                                                                                    |
| Сабля Командное первенство  | Венгрия · Аладар Геревич · Тибор Берцей · Рудольф Карпати · Пал Ковач · Берталан Папп · Ласло Райчаньи                     | Италия · Джорджо Пеллини · Винченцо Пинтон · Ренцо Ностини · Мауро Ракка · Гастоне Даре · Роберто Феррари                | Франция · Морис Пьо · Жак Лефевр · Бернар Морель · Жан Ларуайян · Жан-Франсуа Турнон · Жан Левавассёр   |

### Женщины
| Дисциплина               | Золото              | Серебро            | Бронза             |
| ------------------------ | ------------------- | ------------------ | ------------------ |
| Рапира Личное первенство | Ирене Камбер Италия | Илона Элек Венгрия | Карен Лахман Дания |